# Панама-Сіті-Біч (Флорида)
Панама-Сіті-Біч (англ. Panama City Beach) — місто (англ. city) в США, в окрузі Бей штату Флорида. Населення — 18 094 особи (2020).

## Географія
Панама-Сіті-Біч розташована за координатами 30°13′58″ пн. ш. 85°52′43″ зх. д. / 30.23278° пн. ш. 85.87861° зх. д. (30.232699, -85.878543).  За даними Бюро перепису населення США в 2010 році місто мало площу 48,21 км², з яких 47,64 км² — суходіл та 0,57 км² — водойми.

## Демографія
Згідно з переписом 2010 року, у місті мешкало 12 018 осіб у 5417 домогосподарствах у складі 3068 родин. Густота населення становила 249 осіб/км².  Було 17141 помешкання (356/км²).
Расовий склад населення:
| - 89,5 % — білих - 2,7 % — азіатів - 2,3 % — чорних або афроамериканців - 0,6 % — корінних американців - 1,8 % — осіб інших рас |

До двох чи більше рас належало 3,1 %. Частка іспаномовних становила 5,8 % від усіх жителів.
За віковим діапазоном населення розподілялося таким чином: 18,0 % — особи молодші 18 років, 66,5 % — особи у віці 18—64 років, 15,5 % — особи у віці 65 років та старші. Медіана віку мешканця становила 40,9 року. На 100 осіб жіночої статі у місті припадало 99,6 чоловіків;  на 100 жінок у віці від 18 років та старших — 100,0 чоловіків також старших 18 років.
Середній дохід на одне домашнє господарство  становив 77 224 долари США (медіана — 54 406), а середній дохід на одну сім'ю — 94 525 доларів (медіана — 70 575). Медіана доходів становила 51 786 доларів для чоловіків та 32 241 долар для жінок. За межею бідності перебувало 7,8 % осіб, у тому числі 8,3 % дітей у віці до 18 років та 9,8 % осіб у віці 65 років та старших.
Цивільне працевлаштоване населення становило 6499 осіб. Основні галузі зайнятості: освіта, охорона здоров'я та соціальна допомога — 19,5 %, науковці, спеціалісти, менеджери — 17,2 %, мистецтво, розваги та відпочинок — 16,9 %.